# Soso de Pérgamo

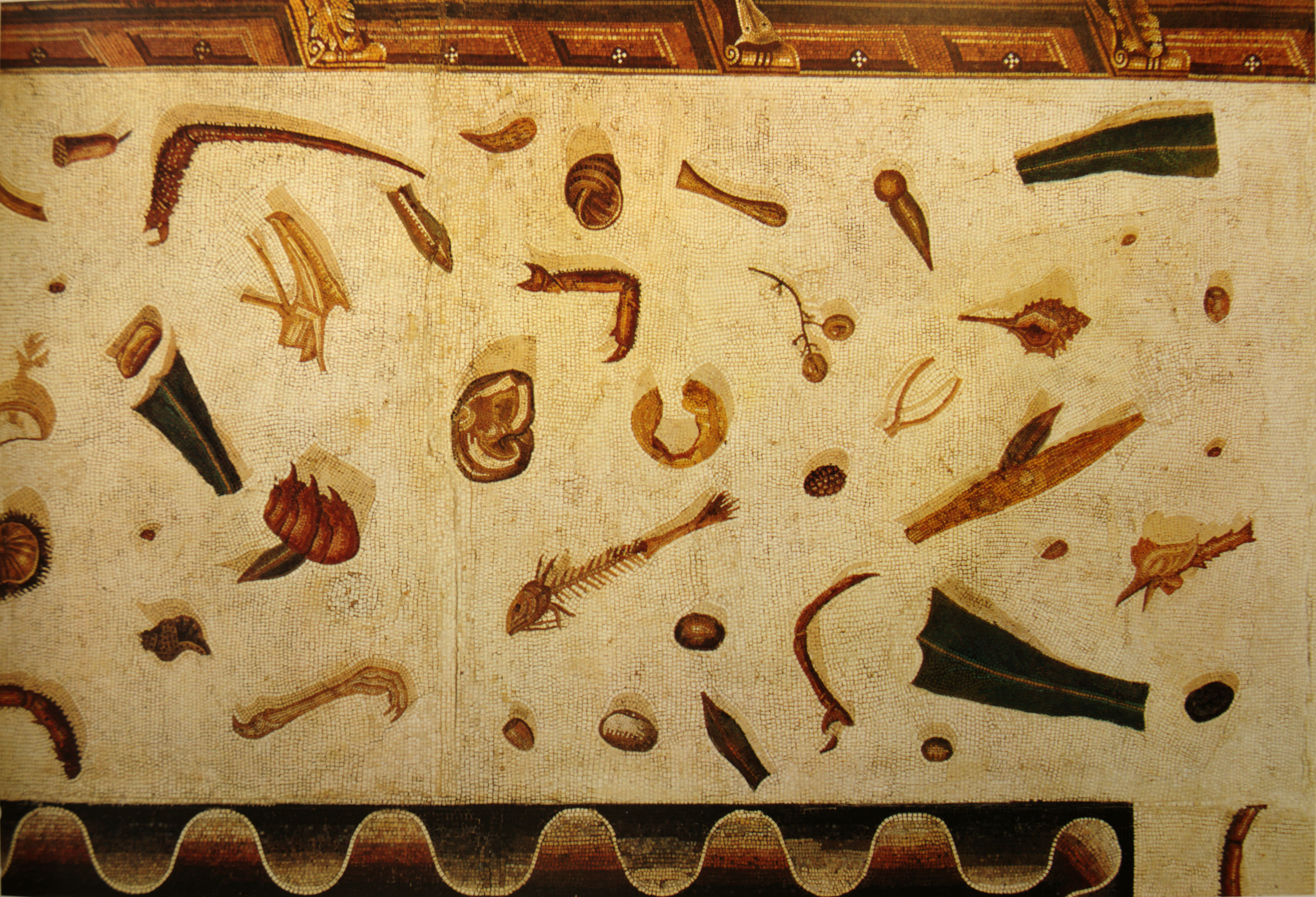
Detalle del Asarotos Oikos ("Habitación sin barrer"), copia del mosaico de Soso, que probablemente adornaba el suelo de un triclinio.

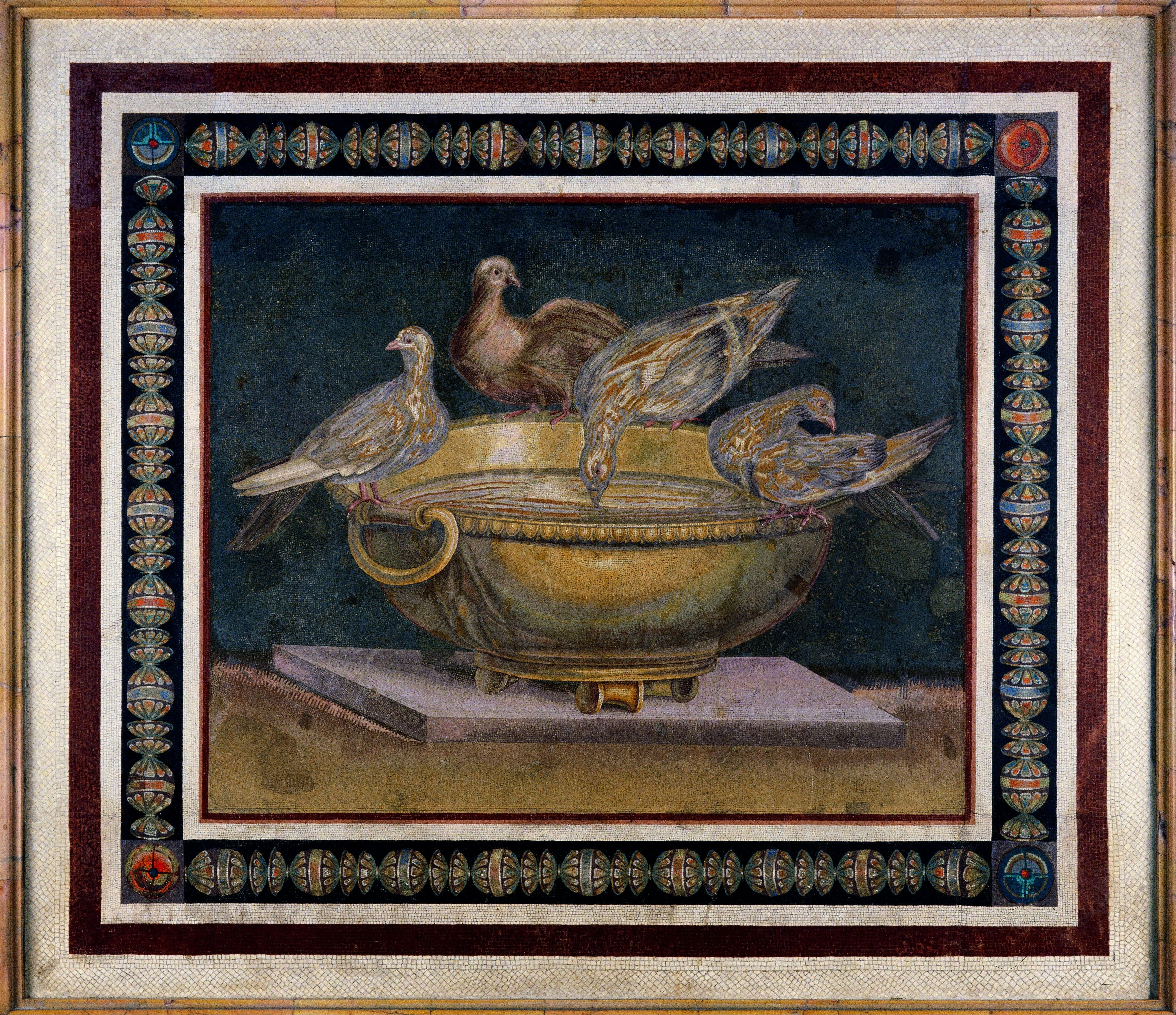
Mosaico de la Villa de Adriano,, Palomas bebiendo de un cántaro, probablemente una copia de la obra de Soso. Hoy en el Museo Capitolino.

Soso de Pérgamo fue un maestro mosaiquista griego de la época helenística del siglo II a. C. Es el único mosaiquista del que se tiene constancia a través de fuentes literarias. Después de las conquistas de Alejandro Magno, los griegos acomodados de los principales centros helenísticos, como Pérgamo y Alejandría mostraban su riqueza con espléndidas decoraciones, especialmente en palacios y jardines, incluyendo los mosaicos.

## En la literatura
Su nombre es bien conocido y se transmitió a la posteridad al ser citado por Plinio el Viejo:

"[Sosos] colocó en Pérgamo lo que se llama un asarotos oikos o "habitación sin barrer", porque en el pavimento estaban representadas las basuras de una comida, y esas cosas que normalmente se barren; como si se hubieran dejado allí, hechas con pequeñas teselas de muchos colores."
Plinio el Viejo, Historia Natural, XXXVI, 60.

## Obras maestras
Son conocidos algunos de los temas de sus mosaicos, realizados para el palacio del rey, porque se realizaron copias de sus obras durante la época imperial. Sus mosaicos fueron muy apreciados por su creatividad e ingenio.
Dos de sus mosaicos están considerados como obras maestras:
- Asarotos Oikos o Habitación sin barrer
- Palomas bebiendo de un cántaro

### Habitación sin barrer oAsarotos Oikos
Representa en trampantojo el suelo de una habitación cubierta, tal vez de un comedor, con los restos de un banquete, incluidos raspas de pescados, frutas, huesos de pollo, moluscos y otros fragmentos de comida.
Es conocido por una copia del siglo II, hoy en los Museos Vaticanos. 

### Palomas bebiendo de un cántaro
Muestra un grupo de palomas sobre un cántaro redondo. Como lo describe Plinio, una paloma bebe mientras las otras toman el sol. Las palomas de Plinio o las palomas capitolinas, como se las llaman, están representadas de forma artística pero realista, con efectos de reflejos. 
El mosaico está hecho solo de cubos de mármol de colores, sin ningún vidrio de color, como en otros mosaicos. Fue descubierto en 1737 durante las excavaciones en la Villa de Adriano en Tívoli, y ahora se encuentra en los Museos Capitolinos. Las excavaciones fueron dirigidas por el cardenal Giuseppe Alessandro Furietti, quien pensó que era el mosaico que había descrito Plinio, aunque posteriormente, los estudiosos piensan que es una copia del original que se hizo para Adriano. El mosaico de la Villa de Adriano, a su vez, se ha copiado multitud de veces en muchos formatos.
La técnica del trampantojo, prevalente en la pintura griega, fue probablemente donde se inspiró Soso para su Asarotos oikos y, a su vez, esta estética debió ser el origen de los efectos de perspectiva que se encuentran a menudo en la pintura pompeyana.